# Belpasso
Belpasso é uma comuna italiana da região da Sicília, província de Catania, com cerca de 20.323 habitantes. Estende-se por uma área de 164 km², tendo uma densidade populacional de 124 hab/km². Faz fronteira com Adrano, Biancavilla, Bronte, Camporotondo Etneo, Castiglione di Sicilia, Catania, Lentini (SR), Maletto, Mascalucia, Motta Sant'Anastasia, Nicolosi, Paternò, Ragalna, Ramacca, Randazzo, San Pietro Clarenza, Sant'Alfio, Zafferana Etnea.

## Demografia
| Variação demográfica do município entre 1861 e 2011                               |
|                                                                                   |
| Fonte: Istituto Nazionale di Statistica (ISTAT) - Elaboração gráfica da Wikipedia |